# بئورن
بئورن (Beorn) شخصیتی تخیلی در آثار جی. آر. آر. تالکین در سرزمین میانه است. او در رمان هابیت به عنوان یک «دگرپیکر» حضور دارد که انسانی است که می‌تواند خود را به خرس تبدیل کند. اولاد یا خویشاوندان او، گروهی از انسان‌ها معروف به بئورنینگ‌ها هستند که در در دره‌های بالایی آندوین میان میرک‌وود و کوه‌های مه‌آلود زندگی می‌کنند و از جمله مردم آزاد سرزمین میانه هستند که در طول جنگ حلقه با نیروهای سائورون دشمن بودند.